# Diphasia rosacea
Diphasia rosacea är en nässeldjursart som först beskrevs av Carl von Linné 1758.  Diphasia rosacea ingår i släktet Diphasia och familjen Sertulariidae. Arten är reproducerande i Sverige. Inga underarter finns listade i Catalogue of Life.